# Astigarraga
Astigarraga est une commune du Guipuscoa dans la communauté autonome du Pays basque en Espagne.
Ce village est très connu pour être l'épicentre de la tradition de la cidrerie basque, la consommation allant à la hausse chaque année. De fait, de nombreuses cidreries (sagardotegi en basque) de la vieille école se rencontrent ici et on a fait des  investissements pour la culture de pommiers autochtones pour le cidre original.
Durant le Moyen Âge, le village était un important moyen de communication entre le Guipuscoa et le reste de l'Espagne, par le passage proche de la France. De plus il se trouve sur une partie du chemin de Saint-Jacques-de-Compostelle, bien qu'à cette époque il était peu fréquenté. Aujourd'hui, il redevient potentiellement intéressant pour la promotion touristique.
Astigarraga sera à nouveau un axe important grâce au projet de construction de la nouvelle gare pour le train à grande vitesse qui relira Madrid à la frontière française.
La commune fait partie de l'Eurocité basque Bayonne - San Sebastian.

## Étymologie
Astigarraga doit son nom au fait qu'elle a été implantée dans une ancienne forêt d'Érables du basque astigar (érable) et du suffixe -aga (lieu de).

## Histoire
Astigarraga est pleine de légendes à propos de sorcellerie et d'êtres mythologiques comme le Basajaun (le seigneur des forêts).
Le mont Santiagomendi qui domine la ville est un lieu où l'on trouve les vestiges les plus anciens d'Astigarraga. On y trouve des restes d'une bourgade préhistorique site en espagnol que l'on fouille chaque été depuis 1993. On y a trouvé des restes datant du Chalcolithique, de l'âge du bronze, de l'âge du fer et le début de la colonisation romaine.

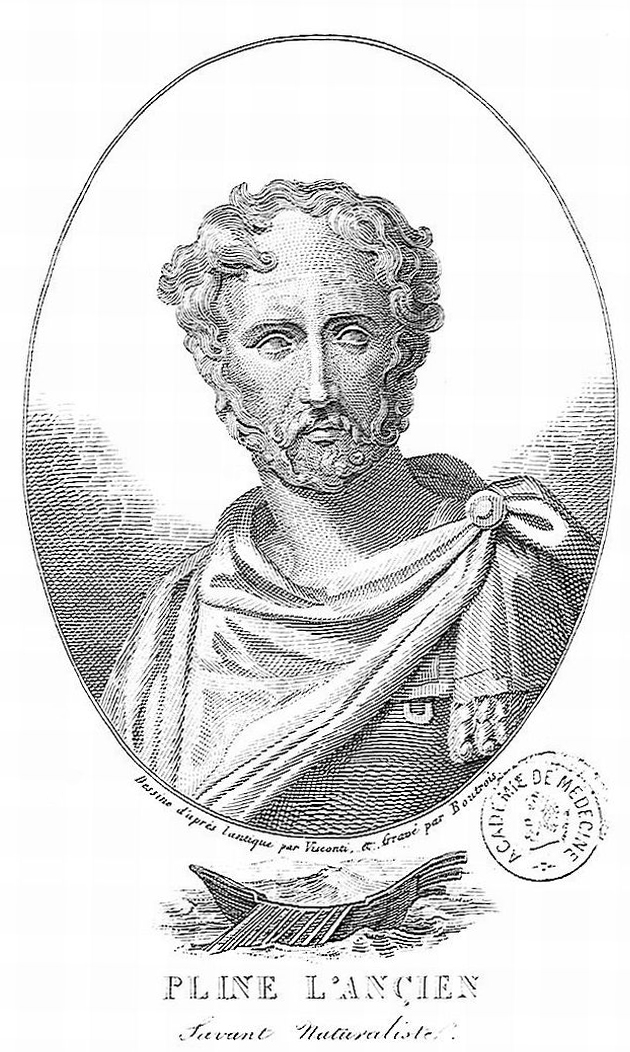
Pline l'Ancien

Cette bourgade a été désertée il y a 2 000 ans d'après les constatations archéologiques et coïnciderait avec l'arrivée des romains. L'écrivain romain Pline l'Ancien, dans le troisième livre de son Histoire naturelle laisse apparaitre l'existence d'un oppidum en territoire de la tribu des Vardules nommée Morogi. On connait mal la situation géographique exacte de Morogi, mais les érudits la situent généralement dans un lieu de la basse vallée d'Urumea. Quelques-uns, parmi eux l'historien Alfonso del Valle de Lersundi, soutiennent l'hypothèse que Morogi se situerait à Astigarraga et plus concrètement dans le quartier Ergobia où, depuis des temps immémoriaux, il a existé un gué qui servait de passage sur la rivière d'Urumea. On ne connait pas s'il a eu une quelconque relation entre le bourg de Santiagomendi et celui de Morogi dans les sources romaines.
L'actuelle ville d'Astigarraga semble être au Moyen Âge une étape de la route basque intérieure, une branche de la route jacobine, qui eut sa plus grande importance entre les Xe et XIIIe siècles. La connexion d'Astigarraga avec la route jacobine n'apparait pas dans les écrits, mais se base sur la tradition locale, d'évidence toponymique et physique. On sait que le chemin passait par Astigarraga bien que celui-ci n'avait pas d'importance pour cette route. Sur le sommet du mont Santiagomendi (montagne de Jacques en basque) se situe l'ermitage éponyme. Selon la tradition locale, c'est l'ancienne paroisse du village qui fut construite au XIIIe siècle, d'après ce que l'on sait. Dans le musée diocésain de Saint Sébastien, on conserve une sculpture du saint qui date du XIIIe siècle et provient de cet ermitage. Bien sur, Santiago est aujourd'hui le saint patron de cette ville.
Originellement, Astigarraga était le noyau de la population située sur les flancs de la montagne Santiagomendi, mais il se formera une entité dans la partie basse de la vallée durant le Moyen Âge, de type féodal: la seigneurie de Murgia. Les seigneurs de Murgia contrôlent, depuis sa maison-tour située sur une petite colline, les fertiles rives de l'Urumea et le gué stratégique d'Ergobia.

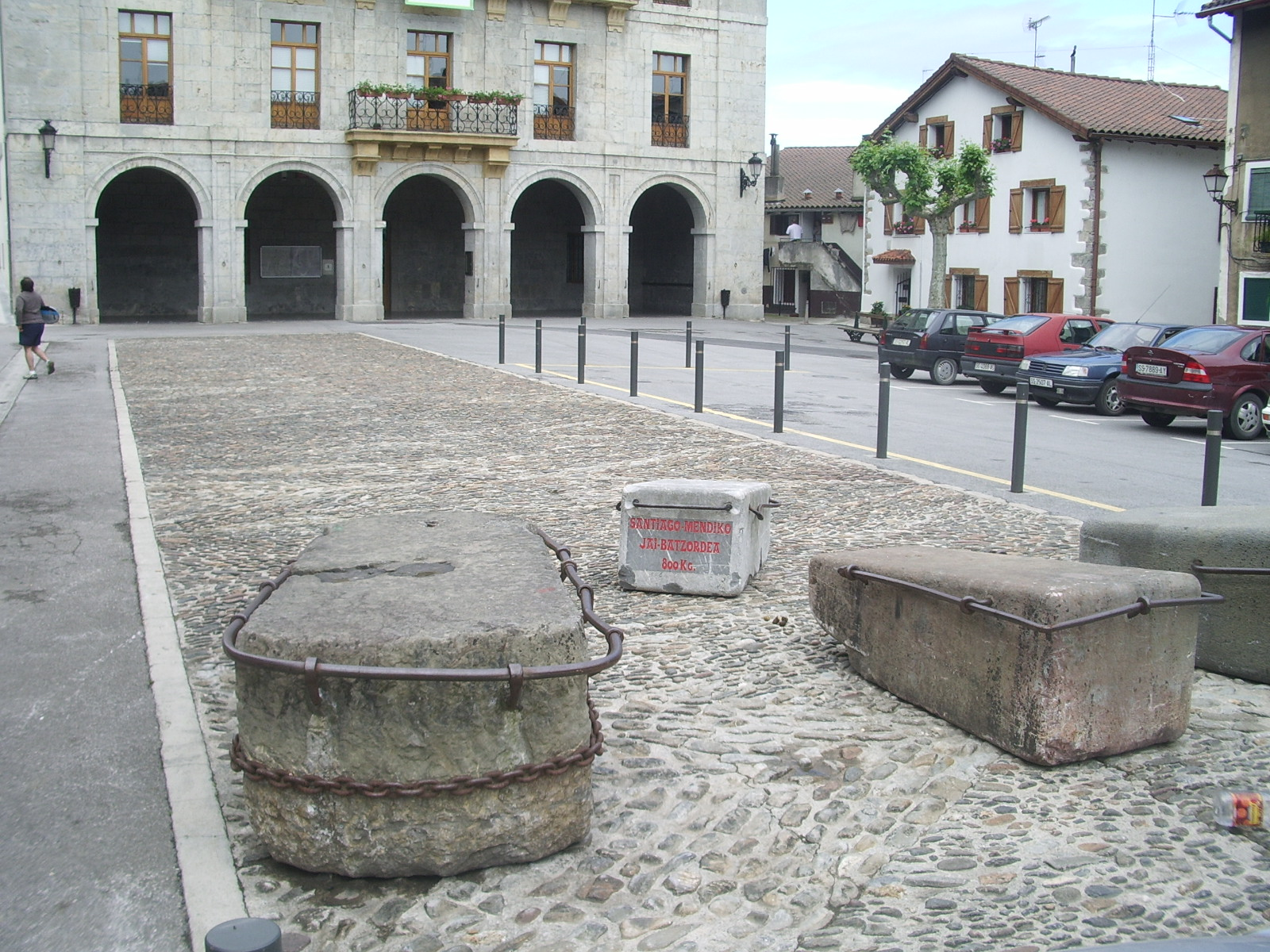
Pierres utilisées pour les épreuves de Traction de pierre sur la place de los Fueros, en face de la mairie d'Astigarraga.

## Seigneurie de Murgia
Le premier seigneur de Murgia était Diego López de Salcedo, qui vécut au XIIIe siècle. On dit qu'il était le fils naturel d'un des seigneurs de Bizkaia (Biscaye) et qui obtint les charges de "Merino Mayor"  entre 1261 et 1291.
Les seigneurs de Murgia avait leur maison-tour dans l'emplacement où se situe actuellement le palais de Murgia. Depuis là, ils exerçaient leur domination sur la zone et particulièrement sur le gué d'Ergobia où ils recevaient le paiement des marchandises que l'on passait.
En 1382, les habitants d'Astigarraga souscrivirent un contrat avec les seigneurs de Murgia dans lequel ils devaient servir les dits-seigneurs et payer une série de tributs contre la protection et une série de droits qui leur étaient reconnus par ces derniers.

## Démographie
| 1900  | 1910 | 1920  | 1929  | 1941  | 1950 | 1960 | 1970 | 1981 | 1991  | 2000  | 2005  | 2007  |
| ----- | ---- | ----- | ----- | ----- | ---- | ---- | ---- | ---- | ----- | ----- | ----- | ----- |
| 1.285 |      | 1.451 | 1.614 | 1.684 |      |      |      |      | 3.070 | 3.730 | 4.156 | 4.388 |

Entre 1943 et 1987, Astigarraga était liée à la municipalité de Saint-Sébastien. Elle se sépara ensuite de sa voisine qui ne méritait pas de recevoir l'argent qui ne lui appartenait pas.

## Administration
| 1987 | Antton Arka (Herri Batasuna)                        |
| 1990 | Martín Aguirre (Herri Batasuna *)                   |
| 1991 | Mikel Zabala Arregi (Eusko Alkartasuna)             |
| 1995 | Mikel Zabala Arregi (Eusko Alkartasuna)             |
| 1999 | Miren Elixabete Laburu Labaka (Euskal Herritarrok)  |
| 2003 | Bixente Arrizabalaga Bengoetxea (Eusko Alkartasuna) |

* Remplaça son compagnon de parti, Antton Arkas, après avoir été démis de ses fonctions pour délit "d'injures au drapeau".

## Patrimoine

### Patrimoine civil
- Palias de Murguia: construit en pierre de taille, il date du XVIe siècle. Auparavant il a servi de forteresse médiévale et maison-tour. Il fait toujours partie de la famille des Seigneurs de Murgia, que sont les marquis de Valdespina.

### Patrimoine religieux
- Église de Notre-Dame de l'Ascension (ou de Murguia): église paroissiale d'Astigarraga. Durant des siècles était sous le patronage des seigneurs de Murguia et de ce fait, sous sa domination.
- Ermitage de Santiagomendi: au sommet du mont éponyme. Cet ermitage faisait partie de route jacobine (Saint Jacques) du nord. À l'intérieur était conservée une sculpture de Saint Jacques en costume de pèlerin qui remonte au XIIIe siècle et actuellement au musée diocésain de Saint Sébastien.

### Sources
- (es) Cet article est partiellement ou en totalité issu de l’article de Wikipédia en espagnol intitulé « Astigarraga » (voir la liste des auteurs).